# Ponte di Wushan
Il Ponte di Wushan (in cinese 巫山长江大桥 S, conosciuto anche come Wushan Yangtze River Bridge in inglese) è un ponte ad arco che attraversa il Fiume Azzurro nella Contea di Wushan in Cina. Al 2019 la sua campata di 460 metri lo colloca tra i 10 ponti ad arco con maggiore campata al mondo.

## Storia
Il ponte di Wushan è il secondo attraversamento del Fiume Azzurro a monte della diga delle Tre gole, dopo il ponte di Badong. Prende il nome dalla Contea di Wushan, distretto della metropoli di Chongqing che si trova poche centinaia di metri a monte del ponte.
I lavori di costruzione del ponte sono iniziati nel 2001 con il metodo della trave a sbalzo: sulle rive opposte del fiume sono state erette due grandi torri alle quali sono stati agganciati dei cavi di supporto, che hanno servito da sostegno per il grande arco in acciaio durante la sua costruzione. La costruzione dell'arco è avvenuta contemporaneamente dalle due estremità e un cavo teso tra le cime delle due torri ha permesso di trasportare in posizione le sezioni di acciaio. Una volta che le due metà dell'arco si sono unite, la struttura è stata in grado di reggersi da sola ed è stato pompato del cemento all'interno delle 8 costolature principali per irrigidirle e rinforzarle. In seguito è stato realizzato l'impalcato in calcestruzzo armato, che è stato appeso all'arco.
Quando è iniziata la costruzione era previsto che l'impalcato stradale si trovasse a circa 180 metri al di sopra del pelo dell'acqua. La costruzione della diga delle Tre gole ha comportato però un notevole aumento del livello del Fiume Azzurro a monte della diga e pertanto la luce libera sotto il ponte è diminuita fino a 76 metri, rimanendo comunque sufficiente per consentire agevolmente il transito anche a navi di grandi dimensioni.
Il film Still Life del regista cinese Jia Zhangke, vincitore del Leone d'oro come miglior film alla Mostra del cinema di Venezia del 2006, è stato girato nei dintorni di Wushan e di Fengjie durante i mesi in cui le città originali venivano abbandonate e ricostruite a maggiore distanza dall'acqua perché destinate ad essere sommerse dall'innalzamento del fiume causato dalla costruzione della diga. Durante alcune scene del film è possibile vedere il ponte di Wushan illuminato.
Il ponte è stato aperto al traffico l'8 gennaio 2005.

## Descrizione

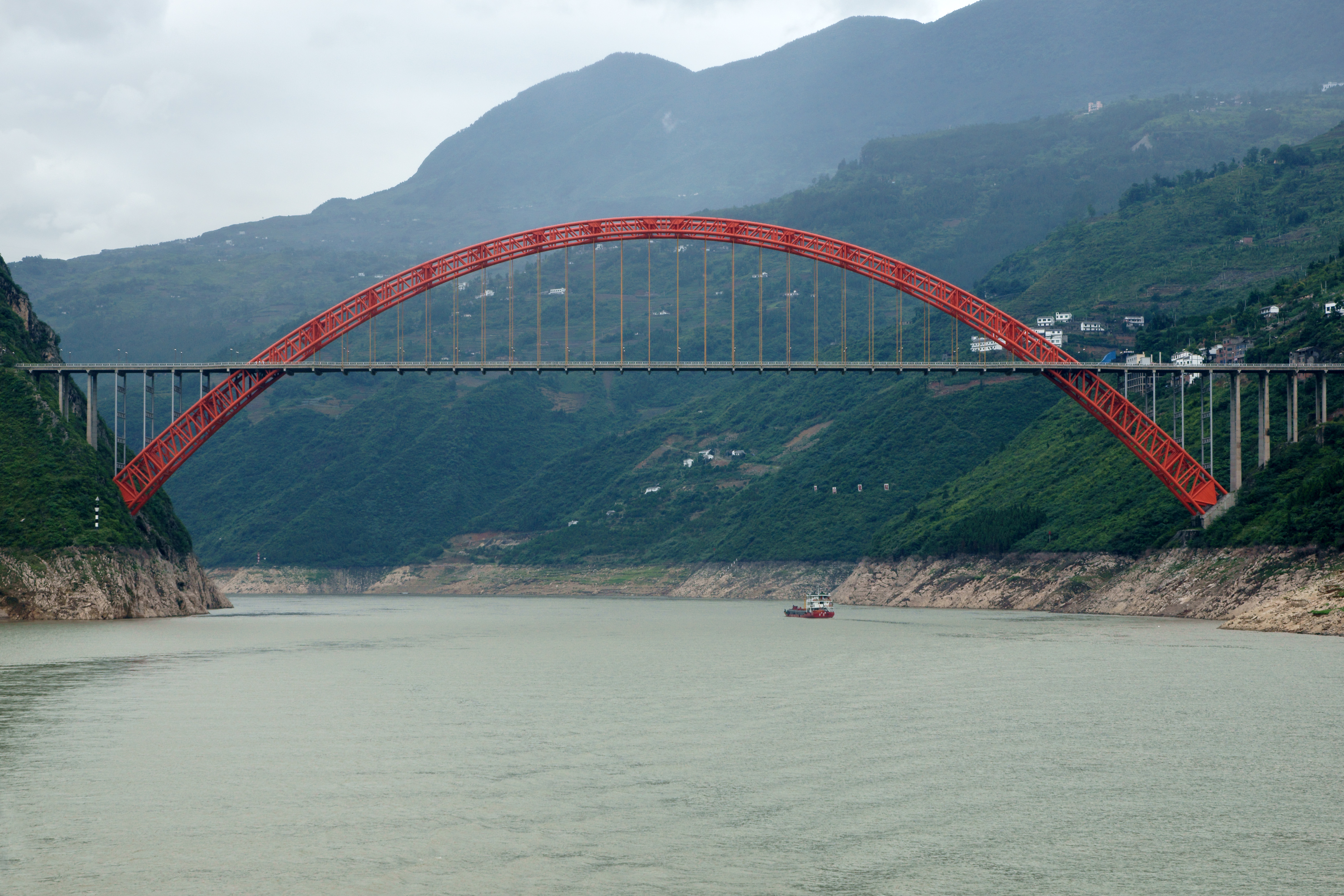
Il ponte di Wushan

Il ponte di Wushan è un ponte stradale ad arco a via intermedia.
La struttura portante del ponte è un grande arco in acciaio di tipo CFST (Concrete-filled steel tube), in cui le costolature dell'arco, rappresentate da complessivamente 8 tubi cavi in acciaio del diametro di 1220 millimetri ciascuno, sono stati riempiti di cemento allo scopo di irrigidire e rinforzare la struttura. Le parti in acciaio sono state rivestite con una lega di alluminio spruzzata a caldo, che si stima avrà una durata di circa 30 anni prima di necessitare di manutenzione.

Il ponte ha una lunghezza complessiva di 576 metri e la campata centrale di 460 metri lo colloca al 2019 tra i 10 punti ad arco con maggiore campata al mondo. L'altezza complessiva dell'arco è di circa 130 metri.
L'impalcato stradale è realizzato in calcestruzzo armato, è largo complessivamente 19 metri e ospita 4 corsie stradali (due per senso di marcia) e due marciapiedi da 2 metri di larghezza ciascuno sui lati esterni.